# Бокор, Миклош
Миклош Бокор (фр. Bokor Miklos; 2 марта 1927, Будапешт — 18 марта 2019) — французский художник, выходец из Венгрии.

## Биография
Родился в еврейской семье. В 1944 году был вместе с родными арестован и интернирован в Освенцим, где погибла его мать, затем — в Бухенвальд и в Берген-Бельзен, где погиб отец. Освобожден в 1945 году из Терезиенштадта, перевезён Красным Крестом в Будапешт, в 1946—1947 лечился в различных клиниках. В 1956—1958 годах несколько раз был в Париже, в 1960, после смерти сына, окончательно обосновался во Франции.
Первая выставка состоялась в 1953 году в Будапеште.
После выставки в парижской галереи Жанин Оа (1962) подружился с Ивом Бонфуа и Андре дю Буше, книги которых потом не раз иллюстрировал и которые многократно писали о нем.
В 1965 году получил французское гражданство. По стипендиям работал в 1965—1966 и 1977 в США, в 1974—1975 — в Западном Берлине, в 1980—1982 — в Израиле.

## Творчество
Близок к информелю. Кроме собственно живописи, выступает как художник книги, церковный живописец. В конце 1990-х реставрировал полуразрушенную церковь в Марадане (Ло) и написал в ней фреску на темы Второй мировой войны и Холокоста «Спираль истории» (2000).

## Выставки
В 1995 году в Кане участвовал вместе с Зораном Музичем в общей выставке «Время тьмы».